# Meibomeus musculus
Meibomeus musculus är en skalbaggsart som först beskrevs av Thomas Say 1831.  Meibomeus musculus ingår i släktet Meibomeus och familjen bladbaggar. Inga underarter finns listade i Catalogue of Life.